# Bertrix
Bertrix (en való Bietris) és un municipi belga de la província de Luxemburg a la regió valona. L'1 de gener del 2024 tenia 9.009 habitants. Comprèn les viles de Biourge, Orgeo, Rossart, Nevraumont, Auby-sur-Semois, Cugnon, Mortehan, La Géripont, Assenois, Blanche-Oreille, Glaumont, Jéhonville, Sart, Acremont i La Girgaine.

## Agermanaments
- Charmes (Vosges)[2]